# Fredrik Nyberg
Fredrik Nyberg (Sundsvall, 23 maart 1969) is een Zweeds voormalig alpineskiër. Hij nam vijf keer deel aan de Olympische Winterspelen.

## Carrière
Nyberg maakte zijn wereldbekerdebuut op 22 december 1988 tijdens de combinatie in het Oostenrijkse Sankt Anton am Arlberg. Op 3 maart 1990 behaalde Nyberg een eerste wereldbekeroverwinning dankzij winst op de reuzenslalom in Veysonnaz. Nyberg won in zijn ganse loopbaan zeven overwinningen in de wereldbeker, waarvan 6 op de reuzenslalom. Als beste resultaat in de eindstand eindigde Nyberg derde in zowel de eindstand van de wereldbeker combinatie tijdens het seizoen 1999/2000 als in de eindstand van de wereldbeker reuzenslalom in het seizoen 2005/2006. 
In 1992 nam hij deel aan de Olympische Winterspelen in Albertville. Als beste resultaat liet hij een 8e plaats in de reuzenslalom optekenen. Nyberg nam ook deel aan de Olympische winterspelen van 1994, 1998, 2002 en 2006. Op deze laatste spelen behaalde Nyberg zijn beste Olympische resultaat met een vijfde plaats op de reuzenslalom.

## Resultaten

### Wereldkampioenschappen
| Jaar | Plaats            | Resultaten                                  |
| ---- | ----------------- | ------------------------------------------- |
| 1993 | Morioka           | 14e Reuzenslalom                            |
| 1996 | Sierra Nevada     | 7e Reuzenslalom 12e Super G                 |
| 1997 | Sestriere         | 10e Reuzenslalom 12e Combinatie 33e Super G |
| 1999 | Vail-Beaver Creek | 4e Reuzenslalom 12e Super G 18e Afdaling    |
| 2003 | Sankt Moritz      | 12e Reuzenslalom 23e Super G                |
| 2005 | Bormio            | 9e Reuzenslalom                             |

### Olympische Spelen
| Jaar | Plaats         | Resultaten                                              |
| ---- | -------------- | ------------------------------------------------------- |
| 1992 | Albertville    | 8e Reuzenslalom 11e Super G                             |
| 1994 | Lillehammer    | 8e Combinatie 18e Reuzenslalom 25e Super G 32e Afdaling |
| 1998 | Nagano         | 10e Reuzenslalom 10e Super G                            |
| 2002 | Salt Lake City | 7e Afdaling 13e Reuzenslalom DNF1 Super G               |
| 2006 | Turijn         | 5e Reuzenslalom                                         |

### Wereldbeker
Eindklasseringen
| Seizoen   | Algm | AD  | SL  | RS    | SG  | SC    |
| --------- | ---- | --- | --- | ----- | --- | ----- |
| 1988/1989 | 76e  | -   | -   | -     | -   | 20e   |
| 1989/1990 | 35e  | -   | -   | 9e    | 32e | -     |
| 1990/1991 | 26e  | -   | -   | 5e    | -   | -     |
| 1991/1992 | 34e  | -   | 55e | 10e   | 35e | 26e   |
| 1992/1993 | 19e  | -   | -   | 5e    | 21e | -     |
| 1993/1994 | 20e  | -   | -   | 4e    | 20e | -     |
| 1994/1995 | 37e  | -   | -   | 16e   | 14e | -     |
| 1995/1996 | 7e   | 27e | -   | 4e    | 7e  | 9e    |
| 1996/1997 | 18e  | 54e | -   | 5e    | 24e | 11e   |
| 1997/1998 | 28e  | 33e | -   | 21e   | 12e | 9e    |
| 1998/1999 | 21e  | 31e | -   | 5e    | 14e | 14e   |
| 1999/2000 | 11e  | 24e | 53e | 7e    | 6e  | Brons |
| 2000/2001 | 9e   | 35e | -   | 7e    | 9e  | -     |
| 2001/2002 | 8e   | 42e | -   | 5e    | 10e | -     |
| 2002/2003 | 41e  | 59e | -   | 13e   | 26e | -     |
| 2003/2004 | 55e  | -   | -   | 16e   | 47e | -     |
| 2004/2005 | 39e  | -   | -   | 10e   | -   | -     |
| 2005/2006 | 21e  | -   | -   | Brons | -   | -     |

Wereldbekerzeges (7)
| Datum            | Plaats        | Onderdeel    |
| ---------------- | ------------- | ------------ |
| 3 maart 1990     | Veysonnaz     | Reuzenslalom |
| 9 augustus 1990  | Mount Hutt    | Reuzenslalom |
| 8 januari 1994   | Kranjska Gora | Reuzenslalom |
| 6 maart 1994     | Aspen         | Reuzenslalom |
| 30 november 1996 | Breckenridge  | Reuzenslalom |
| 3 december 2000  | Vail          | Super G      |
| 20 december 2001 | Kranjska Gora | Reuzenslalom |